# Ouchamps
Ouchamps è un ex comune francese di 843 abitanti situato nel dipartimento del Loir-et-Cher, nella regione del Centro-Valle della Loira. Dal 1º gennaio 2019 è stato incorporato nel comune di nuova istituzione, Le Controis-en-Sologne.

## Società

### Evoluzione demografica
Abitanti censiti